# DJ Yella
DJ Yella, de son vrai nom Antoine Carraby, né le 11 décembre 1967 à Compton, en Californie, est un disc jockey, producteur et réalisateur américain. Avec Dr. Dre, il fut membre du World Class Wreckin' Cru, puis, par la suite, l'un des principaux fondateurs du groupe pionnier du gangsta rap, N.W.A.. Dr Dre et lui ont produit le premier album d'Eazy-E, Eazy Duz It, et tous les albums du groupe N.W.A, qui ont connu un énorme succès.

## Biographie
Carraby est né le 11 décembre 1967 à Compton, en Californie. Inspiré par le groupe Tom Tom Club pour son nom et par le funk pour sa musique, il se lance adolescent dans le DJing dans les clubs de Los Angeles, puis rencontre, peu après, Dr Dre ; les deux se lient rapidement d'amitié. Inspirés par Grandmaster Flash, Yella et Dre forment le groupe d'electro hop World Class Wreckin' Cru, aux côtés de Shakespeare, Cli-N-Tel et Michel'le, au début des années 1980,. Après avoir regardé une performance de Run–D.M.C. en Californie, les deux disc jockeys tentent d'enregistrer avec la World Class Wreckin' Cru, mais manque d'argent, Dre contacte son ami Eazy-E, pour le mettre au courant de la formation de leur groupe. Le groupe sort un premier EP en 1985, World Class. Ils sortiront régulièrement d'autres projets jusqu'en 1988.
Un peu avant la séparation du groupe, Yella et Dre se joignent à Ice Cube, Eazy-E et Arabian Prince pour former le groupe N.W.A., avec un son plus agressif et notamment inspiré de Public Enemy,,,. Ils seront ensuite rejoints par MC Ren dès 1987. 
Après quatre albums studio à succès, dont Efil4zaggin, N.W.A. se sépare en 1991, en raison de brouilles internes. Yella est l'une des seules personnes à rester fidèle à Eazy-E. Dans les quatre années qui suivent, il produit pour de nombreux artistes signés sur le label d'Eazy-E, Ruthless Records, en particulier Eazy-E, JJ Fad, Menajahtwa, HWA, B.G. Knocc Out, Dresta et les Bone Thugs-N-Harmony. C'est aussi à cette époque qu'il se lance dans la pornographie avec pour nom de scène Tha Kidd. En 1995, Eazy-E meurt prématurément du SIDA et le label Ruthless est contraint de cesser ses activités. Yella termine la production du dernier album d'Eazy-E mais il est difficile de conserver les divers morceaux qu'Eazy-E n'avait pas utilisé.
Le 26 mars 1996, il publie son premier album solo One Mo Nigga ta Go sur le label Street Life, un album sur lequel figurent des anciens membres de la famille Ruthless, rappant sur les productions de Yella,. L'album atteint la 82e place du Billboard 200. À la suite de la sortie de cet album, Yella disparaît du monde de la musique pour plus tard refaire surface en tant que producteur et réalisateur de films pornographiques, avec 300 films tournés au total publié sur son site web. Peu après son site ferme, et Yella disparaît une nouvelle fois en 2001.
Yella revient sur la scène hip-hop en collaborant avec MC Ren, son ancien camarade de N.W.A., sur le titre Bangin', un morceau de la bande originale d'un de ses films. Yella considère désormais Lil Eazy-E, fils d'Eazy-E, comme son protégé, en échange de ce qu'Eazy-E a pu faire pour lui tout au long de sa vie.
En 2015, il est incarné par Neil Brown Jr. dans le film sur N.W.A., NWA : Straight Outta Compton, réalisé par F. Gary Gray.

## Discographie

### Album studio
- 1996 : One Mo Nigga ta Go